# Julian Dean
Julian Dean (Hamilton, 28 januari 1975) is een voormalig wielrenner uit Nieuw-Zeeland.

## Carrière
Dean was een redelijk sprinter, maar was ook succesvol als sprintaantrekker voor andere sprinters zoals Thor Hushovd. Hushovd, zijn kopman bij Crédit Agricole, noemde Dean de beste sprintaantrekker van die tijd. Julian Dean reed ook veel grote rondes; in 2009 was hij de enige die alle grote rondes uitreed. Eerder stond Dean bekend als brokkenpiloot, hij veroorzaakte menig valpartij.
In 2012, zijn laatste seizoen als professioneel wielrenner, stond Dean onder contract bij Orica GreenEDGE. Naderhand werd hij bij dit team ploegleider.

## Belangrijkste overwinningen
1999
- 2e etappe (A) Prudential Tour
- 7e etappe (B) Prudential Tour
- 11e etappe Ronde van Wellington
- Eindklassement Ronde van Wellington

2001
- First Union Classic
- 4e etappe Ronde van Castilië en Leon

2003
- First Union Classic
- 4e etappe Ronde van het Waalse Gewest
- 5e etappe Ronde van het Waalse Gewest
- Eindklassement Ronde van het Waalse Gewest
- 2e etappe Circuit Franco-Belge

2004
- Puntenklassement Ronde van Groot-Brittannië

2007
- Nieuw-Zeelands kampioen op de weg, Elite

2008
- 1e etappe Ronde van Italië (ploegentijdrit)
- Nieuw-Zeelands kampioen op de weg, Elite

2011
- 2e etappe Ronde van Frankrijk (ploegentijdrit)

## Resultaten in voornaamste wedstrijden
| Jaar | Ronde van Italië | Ronde van Frankrijk | Ronde van Spanje |
| ---- | ---------------- | ------------------- | ---------------- |
| 1999 |                  |                     | 112e             |
| 2001 |                  |                     | opgave           |
| 2002 |                  |                     |                  |
| 2003 |                  |                     | buiten tijd      |
| 2004 |                  | 127e                |                  |
| 2005 | opgave           |                     | opgave           |
| 2006 |                  | 127e                |                  |
| 2007 | 93e              | 107e                |                  |
| 2008 | opgave           | 110e                |                  |
| 2009 | 136e             | 121e                | 132e             |
| 2010 | opgave           | 157e                | opgave           |
| 2011 |                  | 145e                |                  |
| 2012 |                  |                     | 158e             |

| Jaar | Milaan-San Remo | Gent-Wevelgem | Parijs-Tours |  | WK op de weg |  | Wereldranglijsten |
| ---- | --------------- | ------------- | ------------ |  | ------------ |  | ----------------- |
| 1999 |                 | 122e          |              |  |              |  |                   |
| 2001 |                 |               |              |  |              |  |                   |
| 2002 |                 |               | 10e          |  | 10e          |  |                   |
| 2003 | 131e            | 37e           | 6e           |  |              |  |                   |
| 2004 |                 | 31e           |              |  |              |  |                   |
| 2005 | 97e             |               | 7e           |  | 9e           |  | 129e (UPT)        |
| 2006 |                 |               |              |  |              |  | 188e (UPT)        |
| 2007 | 22e             | 48e           |              |  |              |  |                   |
| 2008 | 25e             |               |              |  | 35e          |  |                   |
| 2009 | 19e             |               |              |  |              |  |                   |
| 2010 |                 |               |              |  | 77e          |  | 103e (UWK)        |
| 2011 |                 |               |              |  | 152e         |  |                   |
| 2012 |                 |               |              |  |              |  |                   |